# Агау (провідник)
Ага́у — провідник головного загону під час переходу експедиції Олексія Бутакова з Орської фортеці до Аральського моря 1848. Повністю його прізвище та ім'я не відомі.
Тарасові Шевченкові й іншим учасникам експедиції Агау коментував бачене під час походу. Ймовірно, від нього Шевченко дізнався про історію «святого дерева», Дустанової могили та інших пам'ятних місць казахських степів. Шевченко згадав Агау у повісті «Близнецы» (вожак).